# 707-я группа специального назначения
707-я группа специального назначения (кор. 제707특수임무단, Ханча: 第707特殊任務團) — элитное подразделение специального назначения Республики Корея, специализирующееся на антитеррористических операциях и освобождении заложников. Находится в прямом подчинении Командования специальных операций армии Республики Корея (ROK-SOC).

## История

### Создание и ранние годы
Формирование подразделения началось по приказу Министерства обороны Южной Кореи № 789 от 15 марта 1981 года. Первые тренировки проводились на базе в Соннаме под руководством американских инструкторов из Delta Force.
Подразделение было создано 7 апреля 1981 года после теракта в Мюнхене (1972) и в преддверии Олимпийских игр 1988 года в Сеуле. Первоначально сформировано как 707-й батальон специального назначения численностью 200 человек.
В 1984 году состоялись первые совместные учения с американским спецназом — Delta Force, что заложило основы подготовки по стандартам НАТО.

### Структурные изменения
Первоначальный состав включал:
- Группу антитеррора (TAU)
- Морской отряд (UDT/SEAL)
- Воздушно-десантную группу
- Снайперский отряд
- Разведывательное подразделение
- Женскую роту (расформирована в 2014)

### Реорганизация 2019 года
В феврале 2019 года батальон был реорганизован в 707-ю группу специального назначения с увеличением численности до 300 оперативников и изменением командной структуры (теперь под командованием полковника вместо подполковника). Согласно Белой книге обороны Южной Кореи за 2020 год, реорганизация включала:
- Увеличение бюджета на 47% (до 32 млрд вон)
- Закупку нового оборудования (дроны, системы ночного видения)
- Создание киберподразделения

### Оперативная деятельность
Ключевые операции:
- 1996 — участие в ликвидации последствий инцидента с северокорейской подлодкой у Каннына
- 2011—2014 — операции в Афганистане в составе корейского контингента (под кодовым названием «Ашна»)
- 2017-н.в. — миссия в ОАЭ (подразделение «Акх» по обучению эмиратских сил)[4]
- 2024 — участие в событиях военного положения

### Авиакатастрофа 1982 года
5 февраля 1982 года самолёт C-123 с 47 бойцами 707-го батальона потерпел крушение на Чеджу, став одной из крупнейших потерь спецназа РК в мирное время.

## Организация и подготовка

### Современная структура
После реорганизации 2019 года включает:
- Штабную роту
- 3 оперативных батальона
- Группу специальной подготовки
- Подразделение поддержки

### Отбор и подготовка
Программа подготовки подтверждена в интервью бывшего командира полковника Ли Мин Хо:
- 85% курсантов отсеиваются на фазе "Адская неделя"
- Тренировки включают 72-часовые марш-броски
- Все кандидаты должны владеть 3 иностранными языками

Процесс отбора длится 10 дней и включает: 1. Физические тесты (бег 5 км в полной выкладке за <22 мин, 100 отжиманий/подтягиваний) 2. Психологическое тестирование 3. «Адскую неделю» — 120-часовые непрерывные испытания 4. Проверку на водонепроницаемость (плавание в ледяной воде)
Только 10 % кандидатов успешно проходят отбор. Все операторы владеют:
- Парашютной подготовкой (включая HALO/HAHO)[11]
- Боевым дайвингом
- Горной подготовкой
- Тактической медициной уровня TCCC

### Международное сотрудничество
Регулярные совместные учения проводятся с:
- Delta Force (США)[12][13]
- SASR (Австралия)
- GIGN (Франция)
- GSG 9 (Германия)
- SPEAR (Сингапур)

## Вооружение и оснащение

### Стрелковое оружие
- Штурмовые винтовки: Daewoo K2 (основная), FN SCAR-L (спецподразделения), Heckler & Koch HK416 (ограниченно)

- Пистолеты-пулемёты:  Heckler & Koch MP5 (разные модификации),  Brügger & Thomet MP9

- Снайперские системы: Barrett MRAD (.338 Lapua Magnum), Sako TRG (7.62×51mm NATO)

- Пулемёты: Daewoo K3 (5.56×45mm NATO), FN Minimi (7.62×51mm NATO)

### Специальное оборудование
- Приборы ночного видения L3Harris GPNVG-18
- Тактические беспилотники DJI Matrice 300
- Взрывозащитные костюмы Med-Eng EOD 9
- Подводные буксировщики DPD

Согласно каталогу закупок 2022 года, подразделение получило:
- 120 единиц FN SCAR-L (контракт $3.2 млн)
- 25 снайперских систем Barrett MRAD
- 40 комплектов GPNVG-18

## Известные операции
Операция «Чёрный щит» (2010) — освобождение южнокорейских заложников в Афганистане. Бойцы группы в течение 72 часов отслеживали террористов, после чего провели молниеносный штурм, ликвидировав 5 боевиков без потерь среди заложников.
Инцидент в Национальном собрании (2024) — спорное участие в событиях 3 декабря 2024 года, когда подразделение было направлено к зданию парламента во время объявления военного положения. Действия спецназа вызвали международный резонанс. Согласно расследованию газеты Кёнхян синмун, подразделение получило приказ о мобилизации в 21:47 KST 3 декабря. Кадры с телеканала YTN зафиксировали присутствие минимум 60 сотрудников

## Культурное влияние
Подразделение стало прообразом для:
- Фильма «Shiri» (1999)
- Дорамы «D.P.» (2021)
- Видеоигры «Call of Duty: Modern Warfare 3» (как «ROK-SOG»)